# Böhmische Westbahn
A k.k. privilegierte Böhmische Westbahn (rövidítve: BWB) egy magánvasúttársaság volt az Osztrák-Magyar Monarchiában, melynek vonalai a mai Csehország területén voltak. Tulajdonosa és üzemeltetője volt a Prága-Pilsen-Furth im Wald vonalnak, továbbá az ebből leágazó Chrást-Radnitz szárnyvonalnak. A társaságot 1894-ben államosították.

## Története

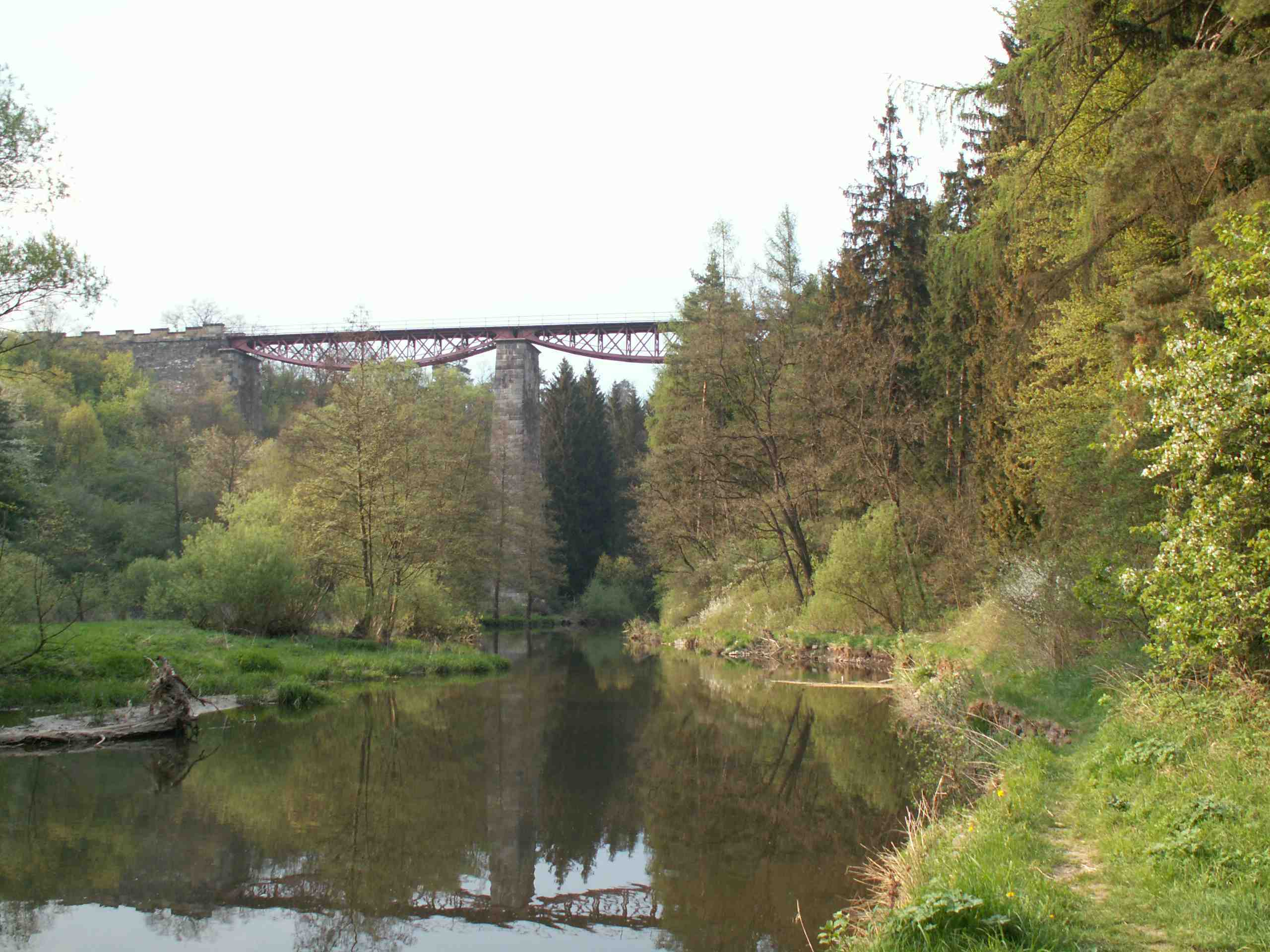
Vasúti híd a Klabava felett

1851. június 21-én Ausztria és Bajorország államközi szerződést kötött arról, hogy mindkét kormány előzetes vizsgálatokat folytat a vasúti rendszerek csatlakoztatásáról. 1856. április 21-én határozták meg, egy másik szerződésben megkötötték a megállapodást. Ebben az évben a nagykereskedő Leopold von Lamel Klemens Wenzel Lothar von Metternich herceggel, Alfred I. zu Windisch-Graetzel és Maximilian Karl von Thurn und Taxisal együtt koncessziót kapott a vasútvonal megépítésére Prága – Plzen-Tauson át a bajor határig, továbbá Pilsentől Budweis, valamint Karlsbadig. Ennek eredményeként a bajor kormány 1858. szeptember 20-án kapcsolódási pontként Furth im Wald-ot jelölte meg. Lammel nem volt képes a szükséges pénzt biztosítani hozzá, ezen kívül csökkentette az állami garanciavállalást 20 millió guldennel. Tárgyalások folytak  a kormány és a koncessziósok között, de csak azért, hogy ezt a koncessziót visszavonják. Azonban helyette a Klein testvérek, Adalbert Lanna, Hermann Dietrich Lindheim, Franz Richter és a Prager Eisenindustrie-Gesellschaft egy kérelmet nyújtott be, egy vasútvonal megépításére Prága–Plzen és a bajor határ között. De ők követelték, hogy a kormány a garanciát emelje meg 24 millió guldennel, továbbás egyéb finanszírozási lehetőségeket (részvények és kötvények kibocsájtása) is engedjen meg.
Ahhoz, hogy felgyorsítsák az építkezést, a vállalkozó egy ideiglenes építési engedély adott ki még a koncesszió hatályba lépése előtt, a kisajátítások megtörténte előtt a saját felelősségére. A koncessziós maga 1859. szeptember 8-án lépett életbe és benne foglaltatott egy fővonal és egy szárnyvonal megépítése, mely Holoubkaunál ágazik el  Radnitzon át Wegwanowig. Finanszírozási nehézségek még jelentkeztek, pedig a Klein testvérek szerződést kötöttek további koncessziótulajdonosokkal, akik kötelezettséget vállaltak mindenféle elsőbbségi és egyéb részvény átruházásának fejében nem csak a vasútépítésre, hanem a járműparkra és egyéb szükséges eszközökre is. 1860. december 13-án megalakult a k.k. priv. Böhmischen Westbahn igazgatósága.
Az építkezés 1860. május 7-én kezdődött el és nehézségek nélkül folyt, csak kevés helyen kellett sziklarobbantást tervezni. Valamennyi nagyobb hidat Schifkornbrücken-nek terveztek, de ezek helyébe hamarosan más konstrukció került. Az első vonalszakaszt ezen a vonalon Chrást-Pilsen-Furth im Wald között 1861. október 15-én nyitották meg. A vonal a határ és Furth között a Bayrischen Ostbahn-é volt, de a BWB bérben üzemeltette. A pálya vonalvezetését Prága és Pilsen között módosították az eredeti tervhez képest, a leágazás egészen más nyomvonalat kapott. Ezt a rövidebb változatot Chrásttól Radnitzig 1862. május 18-án jóváhagyták. A minél gyorsabb megnyitás érdekében a Klabawa völgye fölött 38 méter magas és 190 méter hosszú ideiglenes fahíd épült, amelynek helyébe 1893-ban egy Gustave Eiffel által tervezett acélszerkezet került. A vonal elsősorban a szénbányászat fejlődését szolgálta. Felfelé csak Stupno-Břasyig vezetett.
Csakúgy, mint a  Monarchia más vasutainál, konfliktus volt a kormánnyal az állami garancia tekintetében. A BWB csatlakozott egy beadvánnyal ezekhez a társaságokhoz, és 1863-ban 339 802 gulden kamatelőleget fizetett a BWB. 1869-ben azonban az alaptőke emelése után tudta az állami garanciát törleszteni.
1884. december 11-én az állam és a BWB között létrejött az állami garanciára vonatkozó megállapodás felülvizsgálatáról. Ennek volt a következménye az elővásárlás megváltoztatása. A vonatkozó törvény alapján 1885. április 4-én megváltotta az állam.
1889-be a hatóságok szorgalmazták a Radnitz és Wegwanow szárnyvonal befejezését, ami ellen a BWB nagyon tiltakozott. A tárgyalások addig húzódtak, míg a Kereskedelmi Minisztérium belement, hogy a társaságnak csak Radnitzig kellett megépíteni a vonalat. Ez a 6,6 km hosszú pálya 1893-ban nyitotta meg kapuit. Ennek a pályának a megépítését és a pilseni állomás felújítását megvárta a kormány az államosítással, ami 1894-ben megtörtént. Az pályát és a járműparkot a Cs. kir. osztrák Államvasutak vette át.

## A vonalak
- Prága-Smichow–Plzeň-–Furth im Wald (1861 október 15.,  1862. július 14.)
- Chrast–Stupno-Břas (1863. április 2.)
- Stupno-Břas–Radnitz (1893. december 1.)

## A mozdonyok
| A Böhmischen Westbahn mozdonyai | A Böhmischen Westbahn mozdonyai | A Böhmischen Westbahn mozdonyai | A Böhmischen Westbahn mozdonyai      | A Böhmischen Westbahn mozdonyai | A Böhmischen Westbahn mozdonyai | A Böhmischen Westbahn mozdonyai | A Böhmischen Westbahn mozdonyai | A Böhmischen Westbahn mozdonyai |
| ------------------------------- | ------------------------------- | ------------------------------- | ------------------------------------ | ------------------------------- | ------------------------------- | ------------------------------- | ------------------------------- | ------------------------------- |
| BWB-Reihe                       | Bahn-Nr.                        | Darabszám                       | Gyártó                               | Gyártási év                     | Tengelyelrendezés               | kkStB-Nr.                       | ČSD-Nr.                         | kép                             |
| I                               | 1–3, 9–15, 26                   | 11                              | Maffei, Sigl/Bécs, Sigl/Wr. Neustadt | 1861–1864                       | 1Bn2                            | 18.51–61                        |                                 |                                 |
| II                              | 4–8, 16–25, 27                  | 16                              | Sigl/Wr. Neustadt                    | 1861–1864                       | Cn2                             | 40.70–99                        | 312.401–410                     |                                 |
| III                             | 28–41                           | 14                              | Maffei                               | 1868–1872                       | Cn2                             | 40.70–99                        | 312.401–410                     |                                 |
| V                               | 42–46                           | 5                               | Wr. Neustadt                         | 1881/1888                       | D n2                            | 76.15–19 ab 1905: 176.15–19     | 403.101–105                     |                                 |
| A                               | 50–53                           | 4                               | Wr. Neustadt                         | 1890                            | 2'Bn2                           | 4.196–199                       | 254.234–236                     |                                 |
| S                               | Namen                           | –                               | Krauss/München                       | 1884                            | Bn2t                            | 288                             |                                 |                                 |

## Fordítás
- Ez a szócikk részben vagy egészben  a   Böhmische Westbahn című német Wikipédia-szócikk fordításán alapul.  Az eredeti cikk szerkesztőit annak laptörténete sorolja fel. Ez a jelzés csupán a megfogalmazás eredetét és a szerzői jogokat jelzi, nem szolgál a cikkben szereplő információk forrásmegjelöléseként.